# Godasa mecynoides
Godasa mecynoides är en fjärilsart som beskrevs av Paul Mabille 1879. Godasa mecynoides ingår i släktet Godasa och familjen nattflyn. Inga underarter finns listade i Catalogue of Life.